# Tendre est la nuit
Pour les articles homonymes, voir Tendre est la nuit (homonymie).
Tendre est la nuit (titre original : Tender is the Night) est le quatrième roman de l'auteur américain Francis Scott Fitzgerald. Il ne connaît aucun succès lors de sa parution aux éditions Scribner en 1934. À la mort de l'écrivain, le 21 décembre 1940, il n'est même plus disponible dans les librairies. Inspiré de ses années sur la Côte d'Azur, et notamment de la schizophrénie de Zelda, sa femme, Tendre est la nuit mêle avec génie le clinquant à l'intime et est considéré comme le chef-d'œuvre de Francis Scott Fitzgerald.
Le titre du roman est tiré d'un vers de l'Ode à un rossignol (Ode to a Nightingale) de John Keats, et fait allusion à la volonté d'échapper à l'éphémère qui obsède ses personnages. Car, au-delà de constituer la chronique d'une génération d'expatriés sur le Vieux Continent, Tendre est la nuit révèle le mal de vivre d'une génération entière et les besoins infinis de l'être humain dans un monde que toute transcendance a quitté.
Il figure à la 28e place dans la liste des cent meilleurs romans de langue anglaise du XXe siècle établie par la Modern Library en 1998.

## Traductions
En 2015 paraît une traduction inédite, avec une présentation, des notes, une chronologie et une bibliographie de Julie Wolkenstein, aux éditions Flammarion.

## Adaptations

### Au cinéma
- 1962 : Tendre est la nuit (Tender Is the Night) est un film américain réalisé par Henry King, avec Jennifer Jones et Jason Robards

### À la télévision
- 1985 : Tender is the Night, mini-série américaine en 6 épisodes, avec Peter Strauss, Mary Steenburgen et Sean Young

### Apparitions ou mentions du roman
- 1960 : le roman apparaît dans L'avventura réalisé par Michelangelo Antonioni, dans les mains de l'héroïne Anna qui le lit avant de disparaître.
- 1965 : le titre du roman est mentionné dans Pierrot le fou de Jean-Luc Godard.
- 1973 : on le voit également dans Alice dans les villes (Alice in den Städten) réalisé par Wim Wenders, sur la table de la petite amie déprimée de Vogler.
- 2014 : il apparaît également dans l'épisode 24 de la saison 4 de Pretty Little Liars, dans les mains d'Ezra Fitz.
- 2021 : il apparaît dans l'épisode 1 de la saison 3 de You, Marienne prête le livre à Joe (netflix).

### Musique
- Jackson Browne a écrit une chanson intitulée Tender is the Night.
- La chanson de Blur, Tender, commence par le vers Tender is the Night.
- La chanson de Alain Souchon, Rive gauche (chanson) fait référence à Tendre est la nuit et à Zelda.
- Tendre est la nuit, chanson de David Hallyday

## Inspiration
Fitzgerald a modelé ses héros, Dick et Nicole Diver, à partir de ses amis de longue date Gerald et Sara Murphy.